# Lichtturm

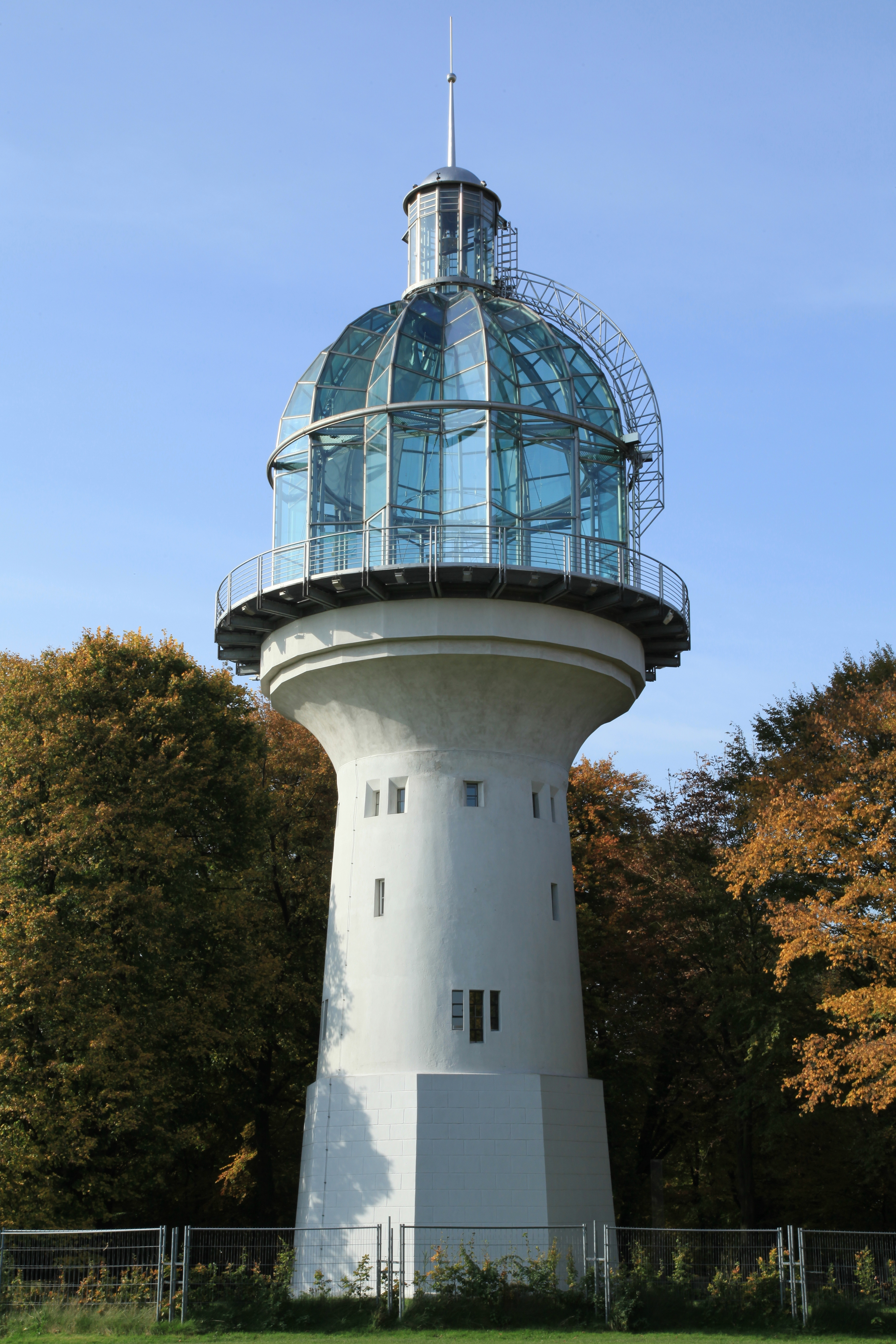
Lichtturm in Solingen-Gräfrath (2010)

Der Lichtturm im nordrhein-westfälischen Solingen ist ein umgebauter, ehemaliger Wasserturm. Er befindet sich im Stadtteil Gräfrath nahe dem höchsten Punkt der Stadt Solingen auf annähernd 276 Metern über NHN. Aufgrund seiner vormaligen Funktion trägt er inoffiziell weiterhin den Namen Gräfrather Wasserturm. Der Turm wurde 1904 errichtet, 1983 stillgelegt und Mitte der 1990er Jahre umgebaut.

## Lage
Der Lichtturm befindet sich im Norden Gräfraths nahe der Stadtgrenze zu Wuppertal und hat die Adresse Lützowstraße 340. In der Nähe befindet sich die Hofschaft Schieten. Das Bauwerk steht am Rande eines Waldgebiets auf einer Anhöhe über dem Fluss Wupper und ist von weither zu sehen.

## Geschichte
Der Gräfrather Wasserturm entstand 1904 mit einem eisernen Wasserbehälter nach dem Intze-Prinzip, der für den in Massivbauweise errichteten Turmschaft einen kleineren Durchmesser und damit geringere Baukosten ermöglichte. Er hat eine Höhe von 38 Metern, sein Kuppeldurchmesser beträgt elf Meter. Er war einer von vielen Wassertürmen, die in Deutschland ab der Mitte des 19. Jahrhunderts entstanden, um der zunehmenden Verstädterung und dem steigenden Trinkwasserbedarf der Bevölkerung Rechnung zu tragen. Die Versorgung der Bewohner mit frischem Trinkwasser diente wiederum vor allen Dingen der Vorbeugung von Epidemien.
Das Wasser, das den Gräfrather Turm speiste, stammte in den ersten drei Jahrzehnten noch aus dem Wuppertaler Stadtteil Elberfeld. Erst ab den 1930er Jahren kam das Wasser von der Sengbachtalsperre nahe der Wupper. Dies stand im Zusammenhang mit dem Städtezusammenschluss der vormals eigenständigen Gemeinden Gräfrath, Ohligs, Wald, Höhscheid und Solingen zur neuen Großstadt Solingen, alle Orte bezogen nun ihr Wasser aus der gemeinsam genutzten sogenannten Solinger Talsperre.
1983 wurde der Wasserturm stillgelegt. Ursprünglich war der Abriss des bereits maroden Turms geplant, ehe er aufgrund seiner Bedeutung unter Denkmalschutz gestellt wurde. Rund zehn Jahre blieb der Wasserturm anschließend ungenutzt und ohne Pflege. Erst 1993 entwarf der Lichtplaner Johannes Dinnebier Pläne für eine Umgestaltung des Turms zu einem „Lichtturm“. Mitte der 1990er Jahre wurde der Denkmalschutz in enger Abstimmung mit den Behörden aufgehoben, der Turmschaft saniert und der rostgeschädigte Wasserbehälter mit seiner schadhaften dünnen Verkleidung durch eine transparente Kuppel aus Glas und Stahl ersetzt. Der Lichtturm ist seither Schauplatz für Lichtinszenierungen aller Art.
Der Lichtturm ist heute einerseits Showroom für die aktuelle Leuchtenkollektion der Firma Licht im Raum Dinnebier GmbH, andererseits Tagungsort für professionelle Veranstaltungen und vielfältige Kulturprojekte.